# Fotbalová reprezentace Sint Maartenu
Fotbalová reprezentace Sint Maartenu reprezentuje Sint Maarten na mezinárodních fotbalových akcích, jako je Zlatý pohár CONCACAF či Karibský pohár. Vzhledem k tomu, že není členem FIFA (je pouze plným členem CONCACAF), neúčastní se kvalifikace na mistrovství světa ve fotbale.